# NGC 2333
NGC 2333 (również PGC 20223 lub UGC 3689) – galaktyka spiralna (Sa), znajdująca się w gwiazdozbiorze Bliźniąt. Odkrył ją William Herschel 4 lutego 1793 roku.
W galaktyce tej zaobserwowano supernową SN 2010ie.